# Lưu Kế Ân
Lưu Kế Ân (chữ Hán:劉繼恩, 935 - 968 ) tên thật là Tiết, miếu hiệu Thiếu Chủ (少主), là quốc vương của nhà Bắc Hán trong thời Ngũ Đại. Ông là cháu của tổ tiên Lưu Mân, cháu trai và con nuôi của Lưu Thừa Quân , được gọi là "Thiếu chủ" trong lịch sử.

## Bị sát hại
Vào tháng 9, Lưu Kế Ân triệu tập triều thần và hoàng tộc đến dự yến. Sau đó, ông vào buồng nghỉ ngơi. Ngay trong đêm, quan cung đình (供奉官) Hầu Bá Vinh (侯霸榮) dẫn hơn mười người cầm dao găm vào phòng, giết chết Lưu Kế Ân. Khi bị giết, Kế Ân mới 34 tuổi và trị vì được 60 ngày. Những người khác do Quách Vô Vi dẫn đầu đã đột nhập vào phòng bằng thang và giết chết Hầu Bá Vinh cùng thuộc hạ, rồi lập Lưu Kế Nguyên lên làm hoàng đế.
Hai phiên bản về vụ ám sát được đưa ra trong Tục Tư trị thông giám trường biên. Theo một ý kiến, Hầu đã mang đầu của Lưu Kế Ân cho Quách sau khi giết ông. Các ý kiến khác cho rằng Hầu đã hành động tự phát.

## Vua Bắc Hán

### Các vua Bắc Hán
| Miếu hiệu 廟號) | Thuỵ hiệu 諡號)    | Tên riêng              | Thời gian cai trị | Niên hiệu 年號                              |
| --------------- | ------------------ | ---------------------- | ----------------- | ------------------------------------------- |
| Thế Tổ 世祖     | Thần Vũ Đế 神武帝  | Lưu Mân 劉旻, Lưu Sùng | 951-954           | Càn Hựu 乾祐 951-954                        |
| Duệ Tông 睿宗   | Hiếu Hoà Đế 孝和帝 | Lưu Thừa Quân 劉承鈞   | 954-970           | Càn Hữu 乾祐 954-957 Thiên Vận 天會 957-970 |
| Thiếu Chủ 少主  | Không có           | Lưu Kế Ân 劉繼恩       | 970               | Không có                                    |
| Không có        | Anh Vũ Đế 英武帝   | Lưu Kế Nguyên 劉繼元   | 970-979           | Quảng Vận 廣運 970-979                      |

|                                    |                                    |                                    |                                    |                                    |                                    |                                     |                                     |                                     |                                     |                                     |                                     |                                 |                                 |  |  |                                        |                                        |                                        |                                        |                                        |                                        | quá kế (nhận nuôi) |  |            |            |            |            |                                |                                |                                |                                |                                |                                |         |         |                                           |                                           |                                           |                                           |                                           |                                           |       |       |       |       |  |  |  |  |
|                                    |                                    |                                    |                                    |                                    |                                    |                                     |                                     | Hán Hiến Tổ Lưu Điển                |                                     |                                     |                                     |                                 |                                 |  |  |                                        |                                        |                                        |                                        |                                        |                                        |                    |  |            |            |            |            |                                |                                |                                |                                |                                |                                |         |         |                                           |                                           |                                           |                                           |                                           |                                           |       |       |       |       |  |  |  |  |
|                                    |                                    |                                    |                                    |                                    |                                    |                                     |                                     |                                     |                                     |                                     |                                     |                                 |                                 |  |  |                                        |                                        |                                        |                                        |                                        |                                        |                    |  |            |            |            |            |                                |                                |                                |                                |                                |                                |         |         |                                           |                                           |                                           |                                           |                                           |                                           |       |       |       |       |  |  |  |  |
|                                    |                                    |                                    |                                    |                                    |                                    |                                     |                                     |                                     |                                     |                                     |                                     |                                 |                                 |  |  |                                        |                                        |                                        |                                        |                                        |                                        |                    |  |            |            |            |            |                                |                                |                                |                                |                                |                                |         |         |                                           |                                           |                                           |                                           |                                           |                                           |       |       |       |       |  |  |  |  |
| Hậu Hán                            | Hậu Hán                            | Hậu Hán                            | Hậu Hán                            | Hậu Hán                            | Hậu Hán                            |                                     |                                     |                                     |                                     |                                     |                                     |                                 |                                 |  |  | Bắc Hán                                | Bắc Hán                                | Bắc Hán                                | Bắc Hán                                | Bắc Hán                                | Bắc Hán                                |                    |  |            |            |            |            |                                |                                |                                |                                |                                |                                |         |         |                                           |                                           |                                           |                                           |                                           |                                           |       |       |       |       |  |  |  |  |
| Hậu Hán                            | Hậu Hán                            | Hậu Hán                            | Hậu Hán                            | Hậu Hán                            | Hậu Hán                            | Hán Cao Tổ Lưu Tri Viễn 895-947-948 | Hán Cao Tổ Lưu Tri Viễn 895-947-948 | Hán Cao Tổ Lưu Tri Viễn 895-947-948 | Hán Cao Tổ Lưu Tri Viễn 895-947-948 | Hán Cao Tổ Lưu Tri Viễn 895-947-948 | Hán Cao Tổ Lưu Tri Viễn 895-947-948 |                                 |                                 |  |  | Bắc Hán                                | Bắc Hán                                | Bắc Hán                                | Bắc Hán                                | Bắc Hán                                | Bắc Hán                                |                    |  |            |            |            |            | Hán Thế Tổ Lưu Mân 895-951-954 | Hán Thế Tổ Lưu Mân 895-951-954 | Hán Thế Tổ Lưu Mân 895-951-954 | Hán Thế Tổ Lưu Mân 895-951-954 | Hán Thế Tổ Lưu Mân 895-951-954 | Hán Thế Tổ Lưu Mân 895-951-954 |         |         |                                           |                                           |                                           |                                           |                                           |                                           |       |       |       |       |  |  |  |  |
|                                    |                                    |                                    |                                    |                                    |                                    | Hán Cao Tổ Lưu Tri Viễn 895-947-948 | Hán Cao Tổ Lưu Tri Viễn 895-947-948 | Hán Cao Tổ Lưu Tri Viễn 895-947-948 | Hán Cao Tổ Lưu Tri Viễn 895-947-948 | Hán Cao Tổ Lưu Tri Viễn 895-947-948 | Hán Cao Tổ Lưu Tri Viễn 895-947-948 |                                 |                                 |  |  |                                        |                                        |                                        |                                        |                                        |                                        |                    |  |            |            |            |            | Hán Thế Tổ Lưu Mân 895-951-954 | Hán Thế Tổ Lưu Mân 895-951-954 | Hán Thế Tổ Lưu Mân 895-951-954 | Hán Thế Tổ Lưu Mân 895-951-954 | Hán Thế Tổ Lưu Mân 895-951-954 | Hán Thế Tổ Lưu Mân 895-951-954 |         |         |                                           |                                           |                                           |                                           |                                           |                                           |       |       |       |       |  |  |  |  |
|                                    |                                    |                                    |                                    |                                    |                                    |                                     |                                     |                                     |                                     |                                     |                                     |                                 |                                 |  |  |                                        |                                        |                                        |                                        |                                        |                                        |                    |  |            |            |            |            |                                |                                |                                |                                |                                |                                |         |         |                                           |                                           |                                           |                                           |                                           |                                           |       |       |       |       |  |  |  |  |
| Hán Ẩn Đế Lưu Thừa Hựu 929-948-950 | Hán Ẩn Đế Lưu Thừa Hựu 929-948-950 | Hán Ẩn Đế Lưu Thừa Hựu 929-948-950 | Hán Ẩn Đế Lưu Thừa Hựu 929-948-950 | Hán Ẩn Đế Lưu Thừa Hựu 929-948-950 | Hán Ẩn Đế Lưu Thừa Hựu 929-948-950 |                                     |                                     | Tương Âm công Lưu Uân ?-950-951     | Tương Âm công Lưu Uân ?-950-951     | Tương Âm công Lưu Uân ?-950-951     | Tương Âm công Lưu Uân ?-950-951     | Tương Âm công Lưu Uân ?-950-951 | Tương Âm công Lưu Uân ?-950-951 |  |  | Hán Duệ Tông Lưu Thừa Quân 926-954-968 | Hán Duệ Tông Lưu Thừa Quân 926-954-968 | Hán Duệ Tông Lưu Thừa Quân 926-954-968 | Hán Duệ Tông Lưu Thừa Quân 926-954-968 | Hán Duệ Tông Lưu Thừa Quân 926-954-968 | Hán Duệ Tông Lưu Thừa Quân 926-954-968 |                    |  | Tiết Chiêu | Tiết Chiêu | Tiết Chiêu | Tiết Chiêu | Tiết Chiêu                     | Tiết Chiêu                     |                                |                                | Lưu thị                        | Lưu thị                        | Lưu thị | Lưu thị | Lưu thị                                   | Lưu thị                                   |                                           |                                           | Hà Mỗ                                     | Hà Mỗ                                     | Hà Mỗ | Hà Mỗ | Hà Mỗ | Hà Mỗ |  |  |  |  |
| Hán Ẩn Đế Lưu Thừa Hựu 929-948-950 | Hán Ẩn Đế Lưu Thừa Hựu 929-948-950 | Hán Ẩn Đế Lưu Thừa Hựu 929-948-950 | Hán Ẩn Đế Lưu Thừa Hựu 929-948-950 | Hán Ẩn Đế Lưu Thừa Hựu 929-948-950 | Hán Ẩn Đế Lưu Thừa Hựu 929-948-950 |                                     |                                     | Tương Âm công Lưu Uân ?-950-951     | Tương Âm công Lưu Uân ?-950-951     | Tương Âm công Lưu Uân ?-950-951     | Tương Âm công Lưu Uân ?-950-951     | Tương Âm công Lưu Uân ?-950-951 | Tương Âm công Lưu Uân ?-950-951 |  |  | Hán Duệ Tông Lưu Thừa Quân 926-954-968 | Hán Duệ Tông Lưu Thừa Quân 926-954-968 | Hán Duệ Tông Lưu Thừa Quân 926-954-968 | Hán Duệ Tông Lưu Thừa Quân 926-954-968 | Hán Duệ Tông Lưu Thừa Quân 926-954-968 | Hán Duệ Tông Lưu Thừa Quân 926-954-968 |                    |  | Tiết Chiêu | Tiết Chiêu | Tiết Chiêu | Tiết Chiêu | Tiết Chiêu                     | Tiết Chiêu                     |                                |                                | Lưu thị                        | Lưu thị                        | Lưu thị | Lưu thị | Lưu thị                                   | Lưu thị                                   |                                           |                                           | Hà Mỗ                                     | Hà Mỗ                                     | Hà Mỗ | Hà Mỗ | Hà Mỗ | Hà Mỗ |  |  |  |  |
|                                    |                                    |                                    |                                    |                                    |                                    |                                     |                                     |                                     |                                     |                                     |                                     |                                 |                                 |  |  |                                        |                                        |                                        |                                        |                                        |                                        |                    |  |            |            |            |            |                                |                                |                                |                                |                                |                                |         |         |                                           |                                           |                                           |                                           |                                           |                                           |       |       |       |       |  |  |  |  |
|                                    |                                    |                                    |                                    |                                    |                                    |                                     |                                     |                                     |                                     |                                     |                                     |                                 |                                 |  |  |                                        |                                        |                                        |                                        |                                        |                                        |                    |  |            |            |            |            |                                |                                |                                |                                |                                |                                |         |         |                                           |                                           |                                           |                                           |                                           |                                           |       |       |       |       |  |  |  |  |
|                                    |                                    |                                    |                                    |                                    |                                    |                                     |                                     |                                     |                                     |                                     |                                     |                                 |                                 |  |  |                                        |                                        |                                        |                                        |                                        |                                        |                    |  |            |            |            |            | Hán Thiếu Chủ Lưu Kế Ân ?-968  | Hán Thiếu Chủ Lưu Kế Ân ?-968  | Hán Thiếu Chủ Lưu Kế Ân ?-968  | Hán Thiếu Chủ Lưu Kế Ân ?-968  | Hán Thiếu Chủ Lưu Kế Ân ?-968  | Hán Thiếu Chủ Lưu Kế Ân ?-968  |         |         | Bắc Hán Vũ Đế Lưu Kế Nguyên ?-968-979-992 | Bắc Hán Vũ Đế Lưu Kế Nguyên ?-968-979-992 | Bắc Hán Vũ Đế Lưu Kế Nguyên ?-968-979-992 | Bắc Hán Vũ Đế Lưu Kế Nguyên ?-968-979-992 | Bắc Hán Vũ Đế Lưu Kế Nguyên ?-968-979-992 | Bắc Hán Vũ Đế Lưu Kế Nguyên ?-968-979-992 |       |       |       |       |  |  |  |  |